# 世界语现代演变
世界語自創造起就基本維持穩定，尤其對比其他人工語言而言。世界語的穩定很大程度得益於1905年的布倫宣言，該宣言規定了柴門霍夫早期作品的權威性。多數對世界語的改動都被直接視爲創立了另外一般獨立語言（參見世界語變種），從而被世界語的主流社群忽略。世界語的重大改變主要體現在詞彙的擴展上，尤其得益於科技術語的翻譯，而布倫宣言本身亦明確允許世界語詞彙的進一步擴展。但是，由於以說英語和法語爲代表的新世界語社群崛起（對比以前的斯拉夫語族及德語），世界語的句法和詞法依然有細微的變化。該條目主要介紹布倫宣言以來，世界語的部分重要變化。

## 詞彙
對於科技術語的翻譯，目前世界語社群內部有較大爭議。爭議點主要在，要直接使用傳統世界語的構詞法，還是直接引用國際通用的形式來構造新詞。而這種爭議，本質上是一種文化爭論：使用歐洲語言的世界語者傾向使用自身較爲熟悉的“國際形式”，但是對於來自亞洲的世界語者而言，這種構詞方式則相對陌生。一個例子爲“電腦”一詞，早期的翻譯有 komputero 以及 komputoro，但是最後社群還是決定使用 komputilo，由 komputi（計算），加入後綴 -ilo （工具）構成。
另外世界語社群內部對於使用前綴 mal- 來構成反義詞亦有評判聲音。例如longa（長）加上前綴構成 mallonga（短），multekosta（昂貴）構成 malmultekosta（便宜）。有人創造了一些新詞，例如 kurta表示“短”，ĉipa表示便宜，但是這些新造詞主要還是用於詩歌上，尚未被廣泛接受。但是亦有部分例外，以 dura（堅硬）爲例，原詞 malmola被指出聽覺感官上太柔軟。另外，後綴 -aĉ- （惡劣的）的反義詞根 -el- 亦開始有人使用。使用例子有 skribo（書寫）構造出 skribaĉo（塗寫）以及 skribelo（書法）。不過不同於詞綴 aĉ 能夠獨立使用（例如組成形容詞 aĉa），詞綴 el 由於已經與現存介詞 el（表示“來自”）衝突，因此不能獨立使用。

## 音系
音系上的改變主要是世界語大規模捨棄發音 ĥ。例如，中國一詞，由原先的德語藉詞 ĥino 被意大利語/英語藉詞 ĉino 所替代。多數情況下，ĥ 被 k 所替代，例如“化學” ĥemio 改爲 kemio。現代世界語仍在使用 ĥ 字母的只有 ĉeĥo（捷克），eĥo （迴音）等，但是該字母仍會用於轉寫外語名字。
世界語音系上的變化在吸收新詞彙時尤其明顯，其中一個比較重要的原因，是柴門霍夫本人從來沒有對發音作出明確規定。一個顯著的現象，則是 ŭ 的使用明顯更加廣泛。該字母原本通常只用於雙元音 aŭ 或 eŭ，但在現代世界語中， 其作用則延伸至轉譯 w，而 w 字母在柴門霍夫的設計中原本用 v 來代替。但是部分母語爲日耳曼及斯拉夫語族的人士， 比較難區分 v 和 ŭ。很多世界語新詞，都依然繼續使用 v 來替代 ŭ，例如“瓦特”(Watt) 一詞， 使用 vato 而非 ŭato。曾經一段時候新雙元音 oŭ 亦頗爲流行，不過很快就被淘汰，比較顯著的例子是“碗”一詞爲 bovlo 而非類似英文發音的 baŭlo。
另外一個爭議爲世界語中的輔音延長現象。在傳統世界語中，輔音延長現象有可能在語素的過渡中出現，例如“短”（mal-longa）一詞。但是重複的輔音一般不會在詞根中出現，因此吸收新詞過程中，一般會有所調整，例如“佛陀”一詞，則由 Buddo 調整爲 Budao。世界語詞根中有重複輔音的最顯著例子可能爲 finno，意思爲“芬蘭”。由於該詞如 fino（意思爲“結束”）發音近似，因此亦有人使用 suomo 一詞代替。但是 suomo 一詞卻不會用於某些表達，例如“芬蘭-烏戈爾”一詞，仍舊寫成 Finno-Ugra 而非 Suomo-ugra。世界語社群內部有關於是否有必有調整單詞國際形式拼法的爭議。

## 詞法
現代世界語增加了很多新詞綴，但是通常用於翻譯科技，除此之外在一般情景下比較少使用。迄今爲止，有兩個新詞綴被日常用語完全吸納：一個爲 –io 表示國家，例如 Meksikio （墨西哥）以及 Meksiko（墨西哥城），Vaŝintonio（華盛頓州）以及 Vaŝintono（華盛頓特區）的差別。世界語原本表示國家的詞綴爲 -ujo，但是很多世界語者習慣於使用 -io。另外一個新詞綴爲 -end-，意思爲“必須做的”，例如 pagenda（需付）一詞。該詞根原本來自伊多語。還有一些詞綴雖日常生活不用，但是卻用於詩歌中，而被廣泛接受，例如 -oz-， 表示“充滿”（例詞：poroza，多孔的）。
在一些羅曼語族語言中，例如西班牙語，葡萄牙語和意大利語，使用 -o 和 -a 來分別表示陽性和陰性。但是在世界語中，兩個詞尾卻用以分別標記名詞和形容詞。因此很多來自羅曼語族的女性名字，在現代世界語中通常會被調整。例如 Maria 被拼寫爲 Mariino，Joanna 被拼寫爲 Johanino。
另外一個顯著變化體現在表示性別的詞綴上。傳統世界語中，所有職業（例如牙醫 dentisto），個體（例如年輕人 junulo，基督徒 Kristano），種族（例如英國人，anglo），以及從動詞衍生出的名詞（例如kuranto，奔跑的人），除非添加陰性後綴 ino，否則一律默認爲陽性。但是在現代用法中， 則一般被視爲中性。除了現存大約20多個表示親屬的詞語例外。
更加激進的變化甚至包括把所有親屬詞彙亦中性化。例如 patro 一詞表示父親，但是卻在部分現代用法中，表示爲“雙親中的一方”。有人使用新詞綴 -iĉo 表示陽性，該詞綴已經廣泛接受。另外一個變化是使用泛性別第三人稱代詞 ri。（參見世界語中的性別）

## 句法
世界語早期一個爭議是，he was born（他出生了）應該使用現在語態 （-at-，naskata）還是過去語態（-it-，naskita）；前者爲日耳曼及斯拉夫語族語言使用者所傾愛，後者則主要流行於拉丁語世界。最後爭議結果爲，此場景下使用中間被動語態 -iĝ- （naskiĝ-）爲妥當。
近來， 世界語中亦逐漸出現用靜態動詞表達物體屬性的用法，例如 li estas sana（使用形容詞）變爲 li sanas（使用靜態動詞）。這種用法可能是中文和日文使用者所影響，這兩種語言中，形容詞有作動詞的用法。更加極端的用法是，在分詞中亦使用靜態動詞，例如 li falantis，li falintas，li falintis等用法。這種用法很多時候由於太過複雜，而不被西方世界的世界語用者所接受。
還有數個新介詞亦開始爲人所用。最被廣泛接受的一個是介詞 far，表示英文中的 by。該介詞來源於 fare de （被…所造）。例如若是 la libro de la verkisto中，可以有兩種意思， 作家的書（所屬），或者作家所寫的書。使用 far 則可幫助區分兩者。還有一個新介詞 cit，來自於citi，表示“引用”的意思。
對於世界語中，部分不能添加賓格後綴 -n 的詞，例如關係代詞（ties，那個人的）、數字、書名、引語、外來語等中， 使用na來表達賓格。例如 Harry Potter bezonas Hogwats 一句中，由於沒有賓格， 因此難易區分動作的主體和受體，需要依靠默認的語序才可以精準表達意思。但是由於世界語一個比較重要的特點是語序自由，因此使用na則可以避免問題。例外一個場合則是 Mi bezonas la protekton de hundo中，介詞de有兩重意思，一爲 protekto 作賓格， 則意思爲“我需要狗的保護”，二爲 hundo作賓格，句意則爲“我需要保護狗”。使用na同樣有助保持意思清晰。
另外，分詞除了現在，過去，將來外，還增加了條件式分詞 -ut- 和 -unt- 。例如 la reĝunto 意思爲“可能成爲國王的人”，la hakuta arbo（可能會被斬下的樹）。